# 東昌之戰
東昌之戰是靖難之役中，燕軍為奪取東昌（今山東聊城）所引發的戰役。

## 背景
济南之战后，南军因撤换主帅取得主动优势，遂主动发动讨伐战。
建文二年（西元1400年）十月，朱棣聞報南軍北上，主动南下迎击，明令徵遼東，暗派徐理、陳旭在直沽（今天津市中）修浮橋，以绕过青县、长卢的南军防线部署。

## 过程

### 进军和前哨战
十月廿五，领军從通州折南，沿河晝夜兼行，袭擒监仓哨所百余人，南军遂不知燕军动向。十月廿七到滄州，敌军守將徐凱尚在修筑防御中，将士来不及换上战甲即投入战斗。燕軍大将张玉（一说朱棣亲自）率部队肉搏攻下滄州城。斬首萬餘級，獲馬九十餘匹，生擒都督徐凱、程暹、都指揮俞琪、趙滸、胡原、李英、張傑並指揮以下百余人。
。
燕軍自長蘆渡河经过景州，十一月初四到達德州，并不理会济南城。
时盛庸守卫德州，朱棣招降盛未果，遂南下；盛庸军襲擊燕軍後軍，却因为朱棣亲自殿后，将士都不敢射箭或接战擒敌，即便朱棣所部仅数十骑，燕军擒杀百余人再而全军而退。
十一月，燕軍到達臨清；朱棣決定擾亂南軍的糧道，遣輕騎至大名，焚其糧船。燕軍從館陶渡河（衛運河，京杭運河的一部分；當時黃河奪淮入海），先後到達東阿、東平，威脅南方，迫使盛庸南下。
盛庸將計就計，決定在東昌決戰，并在陣中擺了大量火槍和毒弩。

### 首日作战
十二月廿五，燕軍至東昌，盛庸率部出城迎击。朱棣仍然親自率軍衝鋒，沿用之前的战术，先衝擊其左翼，但因盛庸部署了精锐步兵于彼而不動；然後又衝擊其中堅，盛庸開陣將朱棣誘入，然後合圍。朱棣被重重包圍，燕軍張玉、朱能（一說還有朱高煦）分別引兵來救，朱能（或朱高煦，下同不表）负责杀入重围援救朱棣，张玉则负责吸引分散敌军，終於朱棣和朱能會合，逃離戰場。但大量燕軍军士被预先布置的火器剑弩所傷，張玉则戰死。平安亦率兵趕來，與盛庸合兵作戰。

### 再战和败退
次日，燕軍再战不利，共计损失万余人，遂北還，盛庸等率部追杀，北军死伤甚多。
擊退南軍的阻截后，建文三年正月十六，燕軍部队返回北平。
張玉戰死，朱棣十分悲傷。

## 结果和影响

### 燕军
東昌之戰，朱棣多次瀕臨險境。但是由於朱允炆的「毋使朕有殺叔父名」旨意，诸位将领怕被朱允炆带上杀叔的帽子，而被处决，又怕抓住朱棣让朱允炆难做，朱允炆之后会刁难自己，南軍不敢傷害他，也不敢抓他；朱棣也恃此特權，单骑视察前线或殿後，南軍無可奈何。

### 建文军
東昌之戰是靖難以來南軍的第一場大捷。惠帝朱允炆十分高興，建文三年（1401年）正月恢復了齊泰、黃子澄的官職（建文元年十一月兩人被罷免，但仍作為智囊留用；至是恢復齊的兵部尚書和黃的太常寺卿職務），并以東昌大捷告太廟。

### 局势
盛庸軍勢大振，燕軍經此敗，以後再南下，皆由徐沛，不再走山東。
在靖难全局中，盛庸、平安等人通过山东境内的两次胜利消耗了燕军有生力量，有效遏制了燕军南进之步伐，使得山东全境尤其是德州、济南等战略要地得以巩固。使得局势一时平衡，南北二方都无法取得压倒性优势。